# Emmanuel van der Linden d'Hooghvorst
Emmanuel Van der Linden, baron d'Hooghvorst (7. juni 1781 i Bruxelles – 15. april 1866 samme sted) var en katolsk politiker i det Forenede kongerige Nederlandene og senere i Belgien. Han var godsejer, kurator i skovvæsenet og medlem af provinsforsamlingen i Brabant. Han spillede en stor rolle under den belgiske revolution i 1830 som leder af borgervæbningen i Bruxelles. Han var bror til Joseph van der Linden d'Hooghvorst. Han var desuden borgmester i Meise fra 1807 til 1866. 
Han var kendt i landsbyen for sin generositet, således betalte han af egen lomme til genopbygningen af landsbyen efter en brand i 1826).
Han blev udmærket med det belgiske jernkors og var kommandør af Leopoldordenen.